# Gilbert Baker
Gilbert Baker (2. června 1951 Chanute, Kansas – 31. března 2017 San Francisco, Kalifornie) byl americký umělec a lidskoprávní aktivista, tvůrce duhové vlajky jako symbolu LGBT hnutí.
Jako vojenský odvedenec se dostal v roce 1970 do San Francisca, kde zprvu (do r. 1972) pracoval jako zdravotník v ortopedické nemocnici pro válečné veterány. Po odchodu z armády ještě v průběhu vietnamské války se spřátelil s aktivistou a otevřeným gay politikem Harveym Milkem, jenž ho vyzval k vytvoření symbolu, který by nahradil dřívější nacistický symbol růžového trojúhelníku, zatížený negativními konotacemi.
V červnu 2015 zařadilo jeho duhovou vlajku do svých sbírek designu Muzeum moderního umění (MoMA) v New Yorku.
Zemřel koncem března 2017 ve věku 65 let.